# Монастір (футбольний клуб)
Футбольний клуб «Монастір» (араб. الاتحاد الرياضي المنستيري) — туніський професійний футбольний клуб, який базується в місті Монастір. Офіційно клуб заснований у 1942 році, хоча попередником клубу вважається спортивний клуб «Руспіна Спорт», заснований у 1923 році. Клуб грає домашні матчі на стадіоні «Мустафа бен Жаннет» місткістю 22 тисячі глядачів. «Монастір» грає в Туніській професійній лізі 1, найвищому футбольному дивізіоні країни. Найвищим місцем клубу в чемпіонаті країни стало друге місце в сезоні 2023—2024 років. «Монастір» у сезоні 2019—2020 років став володарем Кубка Тунісу, і в 2020 році став володарем Суперкубка Тунісу.

## Титули і досягнення
- Володар Кубка Тунісу (1): 2019—2020
- Володар Суперкубка Тунісу (1): 2020